# Macao (colonie)
Pour les articles homonymes, voir MACAO.
1557–1999
Entités précédentes :
- Dynastie Ming

Entités suivantes :
- Macao

Macao est une colonie du Portugal de 1557, date de l'établissement d'un comptoir commercial portugais sur la péninsule de Macao, à 1999, date de la rétrocession à la Chine deux ans après celle de Hong Kong, alors colonie britannique. À sa réintégration dans la république populaire, Macao conserve un large degré de liberté économique et administrative en devenant une région administrative spéciale.
Initialement constituée de la péninsule de Macao, la colonie s'agrandit avec les îles d'Ilha Verde, Coloane et Taipa, îles fusionnées partiellement entre elles par la suite avec l'édification de terre-pleins.
Macao fut à la fois la première et la dernière possession européenne en Chine.

## Géographie

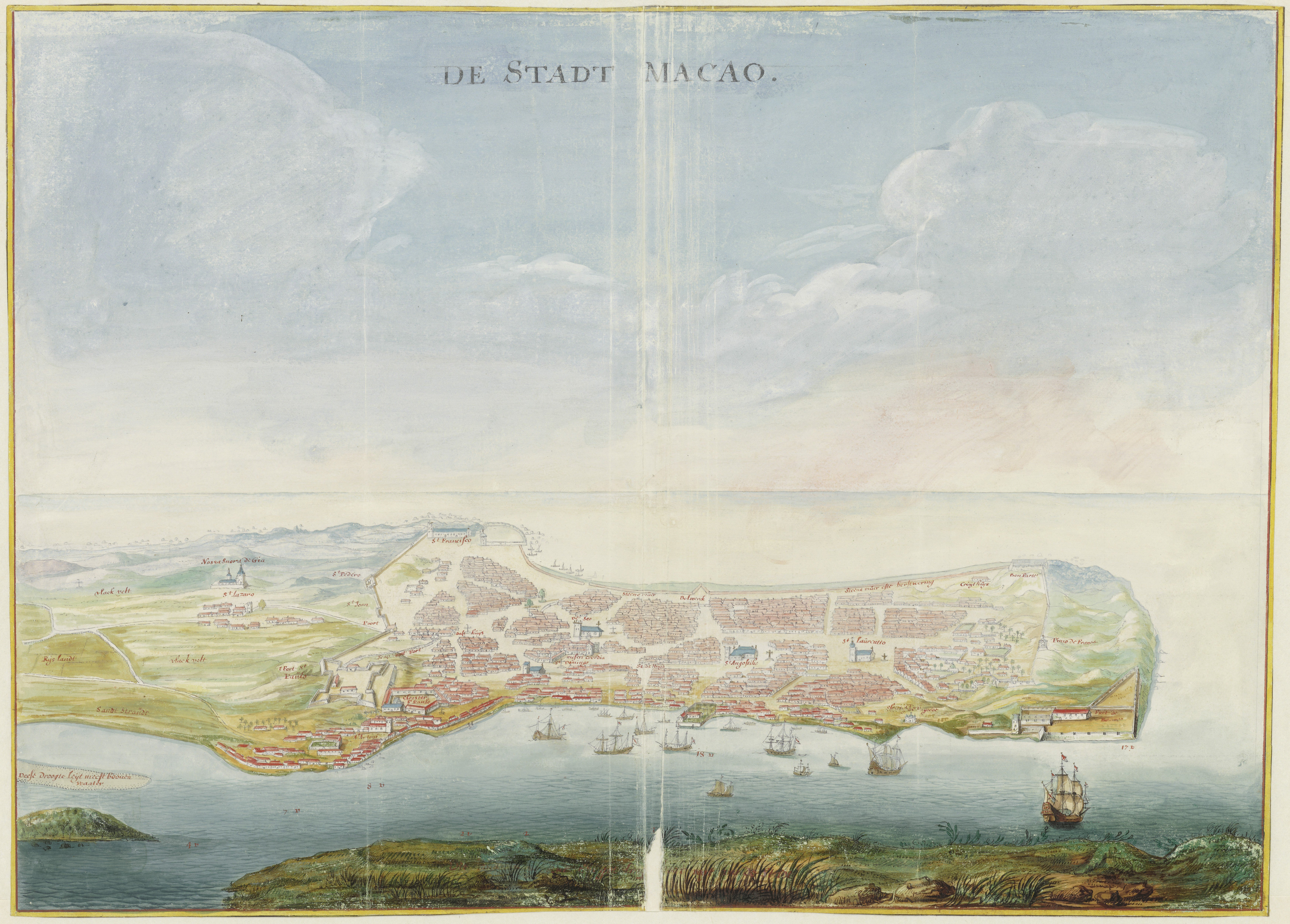
Aquarelle de Macao vers 1665.

## Histoire

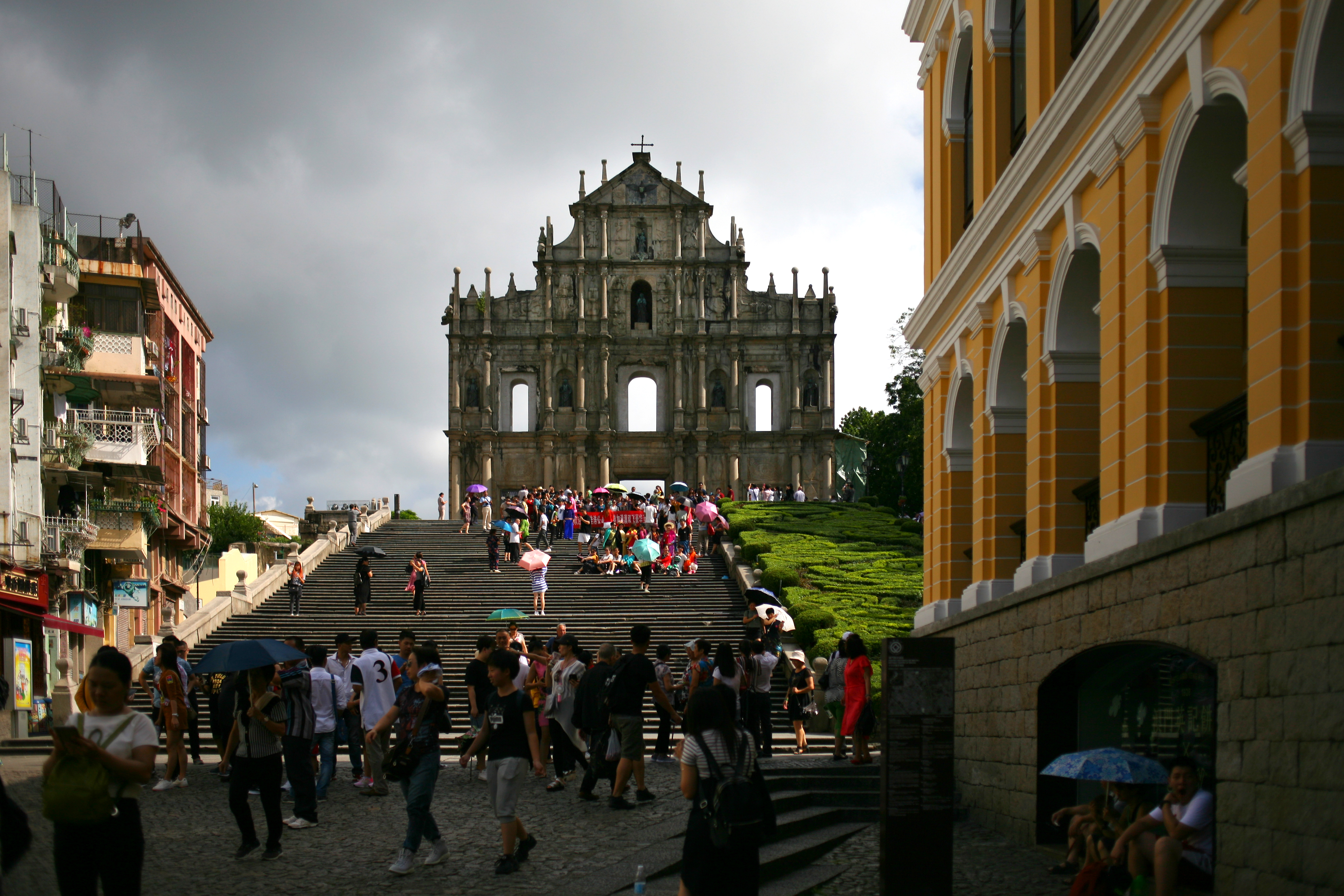
Architecture portugaise à Macao en 2017 avec notamment les ruines de Saint-Paul.

L'histoire de Macao sous la domination portugaise peut être globalement divisée en trois périodes politiques distinctes. La première est l'établissement de la colonie portugaise de 1557 à 1849. Il existait un système de juridiction mixte : les Portugais avaient juridiction sur la communauté portugaise et certains aspects de l'administration du territoire mais n'avaient pas de véritable souveraineté. La deuxième est la période coloniale, que les chercheurs placent généralement de 1849 à 1974. Au fur et à mesure que l'importance de Macao parmi d'autres territoires augmentait au sein de l'Empire portugais, la souveraineté portugaise sur Macao a été renforcée et elle est devenue une partie constitutionnelle du territoire portugais. La souveraineté chinoise à cette époque était principalement nominale. Enfin, la troisième est la période de transition, ou période post-coloniale, qui s'est déroulée après la révolution des Œillets en 1974, jusqu'à la rétrocession de Macao à la Chine en 1999,.
Wu Zhiliang identifie plus spécifiquement six périodes :
- les premières relations entre les Chinois et les Portugais (1514-1583),
- la période Senado (Sénat) (1583-1783),
- le déclin du Senado (1783-1849),
- la période coloniale (1849-1976),
- la période d'autonomie du district (1976-1988),
- la période de transition (1988-1999).

Dans leurs premières tentatives pour obtenir des comptoirs commerciaux par la force, les Portugais ont été vaincus par les Chinois Ming lors de la bataille de Tunmen à Tamão ou Tuen Mun en 1521, où les Portugais ont perdu deux navires, de la bataille de Sincouwaan, sur l'île de Lantau en 1522, où les Portugais ont également perdu deux navires, de celle de Shuangyu en 1548, où plusieurs Portugais ont été capturés, et près de la péninsule de Dongshan en 1549, où deux jonques portugaises et Galeote Pereira ont été capturés. Au cours de ces batailles, les Chinois Ming ont pris aux Portugais vaincus des armes qu'ils ont ensuite, grâce à la rétro-ingénierie, produites en masse en Chine, telles que des arquebuses à mousquet à mèche qu'ils ont nommées « fusils-oiseaux » et des pierriers à boîte qu'ils ont nommés « canon Folangji (franc) » parce que les Portugais étaient connus des Chinois sous le nom de Francs à cette époque. Les Portugais retournèrent plus tard pacifiquement en Chine, se présentèrent sous le nom de Portugais au lieu de Francs, et par l'accord luso-chinois (1554) louèrent Macao comme poste de traite à la Chine en payant un bail annuel de centaines de taels d'argent. L'utilisation de Macao comme port commercial remonte à 1535, pendant la dynastie Ming, lorsque les autorités ont établi une douane, percevant 20 000 taels en droits de douane annuels. Des sources appellent également ce paiement un loyer ou un pot-de-vin. En 1554, la douane a été déplacée à Lampacao, probablement en raison de menaces de piraterie. Après que les Portugais ont aidé les Chinois à vaincre les pirates, ils ont été autorisés à s'installer à Macao,. En 1557, ils ont établi une colonie permanente, payant un loyer foncier annuel de 500 taels. En 1573, les Chinois ont construit les Portas do Cerco pour réglementer le trafic et le commerce. La location et la délimitation des frontières montraient à la fois la position subsidiaire du Portugal vis-à-vis du gouvernement Ming et l'acceptation tacite de la Chine de l'occupation étrangère de facto de Macao. En 1583, l'enclave avait un gouvernement municipal avec un Conseil de Sénat.

## Administration

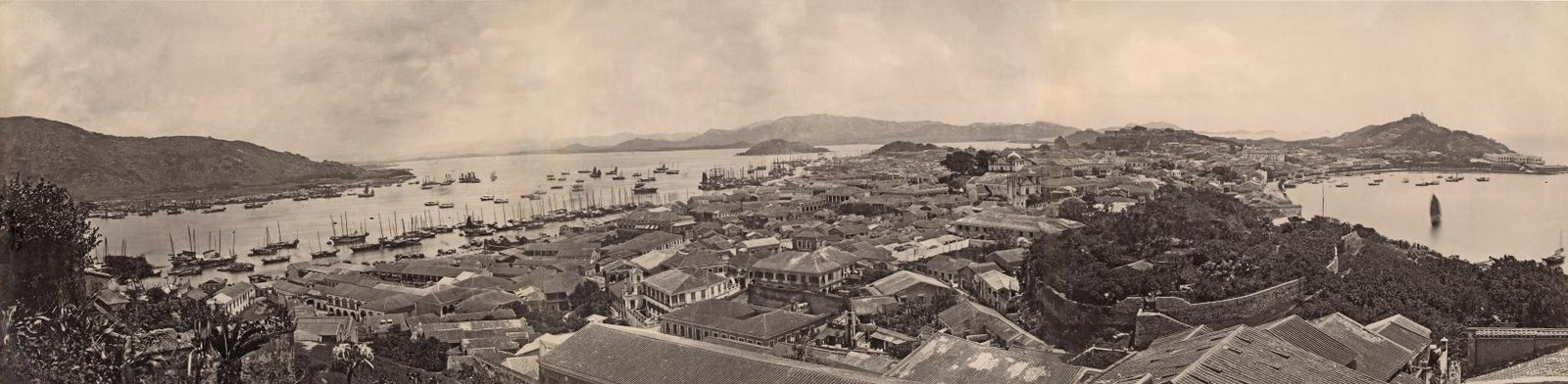
Vue panoramique de Macao au XIXe siècle.